# Вишина-Махоровська
Вишина-Махоровська (пол. Wyszyna Machorowska) — село в Польщі, у гміні Руда-Маленецька Конецького повіту Свентокшиського воєводства.
Населення — 78 осіб (2011).
У 1975-1998 роках село належало до Келецького воєводства.

## Демографія
Демографічна структура на день 31 березня 2011 року:
|          | Загалом | Допрацездатний вік | Працездатний вік | Постпрацездатний вік |
| -------- | ------- | ------------------ | ---------------- | -------------------- |
| Чоловіки | 40      | 5                  | 29               | 6                    |
| Жінки    | 38      | 1                  | 18               | 19                   |
| Разом    | 78      | 6                  | 47               | 25                   |